# Stefan Tytus Dąbrowski

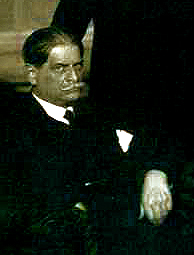
Stefan Tytus Zygmunt Dąbrowski - ảnh chụp năm 1935 các Giáo sư tại Đại học Poznań

Stefan Tytus Zygmunt Dąbrowski (1877–1947) là bác sĩ, nhà sinh lý học, nhà hóa sinh và chính trị gia người Ba Lan. Ông là hiệu trưởng trường Đại học Adam Mickiewicz ở Poznań, Ba Lan (1945–1946).

## Tiểu sử
Stefan Tytus Zygmunt Dąbrowski sinh ngày 31 tháng 1 năm 1877 tại Warszawa, Ba Lan, trong một gia đình trí thức. Gia đình của Dąbrowski là gia đình szlachta (quý tộc).
Tháng 1 năm 1919, Thủ tướng kiêm Bộ trưởng Bộ Ngoại giao Ba Lan, ông Ignacy Jan Paderewski, bổ nhiệm Dąbrowski Thứ trưởng Bộ Ngoại giao.
Ngày 11 tháng 5 năm 1939, Adam Mickiewicz bổ nhiệm giáo sư Dąbrowski, làm hiệu trưởng. Tuy nhiên, cuộc tấn công của Đức Quốc xã vào Ba Lan nổ ra vào ngày 1 tháng 9 năm 1939, đã làm cản trở công việc của ông. Dąbrowski biết trước các sự kiện vào năm 1939, ông đã lẩn trốn khỏi sự truy sát của lực lượng Gestapo (lực lượng cảnh sát mật của Đức Quốc xã). Theo Kế hoạch Ost của Đức Quốc xã, hơn 61.000 nhà hoạt động Ba Lan, giới trí thức, quý tộc (szlachta), diễn viên, cựu sĩ quan, v.v. (tất cả những người được coi là có khả năng kêu gọi người dân Ba Lan phòng thủ và hành động yêu nước), đã bị bắt giam hoặc xử bắn. Hệ tư tưởng phân biệt chủng tộc của Đức Quốc xã cho rằng tầng lớp szlachta có tầm ảnh hưởng to lớn tới quần chúng Slav ở Ba Lan, do đó việc tiêu diệt tầng lớp này sẽ ngăn cản bất cứu sự phản kháng nào ở Ba Lan.

## Ấn phẩm
- Dąbrowski, Stefan (1922). Walka o rekruta polskiego pod okupacją (bằng tiếng Ba Lan). Warszawa: Perzyński, Niklewicz i S-ka. OCLC 22520763.
- Dąbrowski, Stefan (1925). Zagadnienie obrony narodowej w wojnie nowoczesnej: organizacja rządu i naczelnego dowództwa (bằng tiếng Ba Lan). Poznań: Wielkopolska Księgarnia Nakładowa Karola Rzepeckiego. OCLC 69304607. Tạm dịch: Vấn đề bảo vệ Tổ quốc trong Chiến tranh Hiện đại: Tổ chức Chính phủ và Bộ Tư lệnh Tối cao